# Awesome (singel NGT48)
„Awesome” – szósty singel japońskiego zespołu NGT48, wydany w Japonii 23 czerwca 2021 roku przez EMI Records.
Singel został wydany w czterech edycjach: dwóch regularnych CD+DVD (Type A, Type B), „Niigata-ban” (CD+DVD) oraz „teatralnej” (CD). Osiągnął 2 pozycję w rankingu Oricon i pozostał na liście przez 14 tygodni. Singel zdobył status złotej płyty.

## Lista utworów
Wszystkie utwory zostały napisane przez Yasushiego Akimoto.

### Type A
| CD | CD                                                                    | CD               | CD               | CD      |
| Nr | Tytuł utworu                                                          | Kompozycja       | Aranżacja        | Długość |
| -- | --------------------------------------------------------------------- | ---------------- | ---------------- | ------- |
| 1. | „Awesome”                                                             | Satori Shiraishi | Satori Shiraishi | 4:09    |
| 2. | „Hakkiri itte hoshii” (jap. はっきり言って欲しい) (wyk. CloudyCloudy) | BASEMINT         | BASEMINT         | 4:34    |
| 3. | „Awesome” (Instrumental)                                              | Satori Shiraishi | Satori Shiraishi | 4:09    |
| 4. | „Hakkiri itte hoshii” (jap. はっきり言って欲しい) (Instrumental)      | BASEMINT         | BASEMINT         | 4:34    |

| DVD | DVD                                                                                               | DVD     |
| Nr  | Tytuł utworu                                                                                      | Długość |
| --- | ------------------------------------------------------------------------------------------------- | ------- |
| 1.  | „Awesome” (Music Video)                                                                           |         |
| 2.  | „Hakkiri itte hoshii” (jap. はっきり言って欲しい) (Music Video)                                   |         |
| 3.  | „Tokuten eizō «Music Video Making Movie Vol.1»” (jap. 特典映像「Music Video Making Movie Vol.1」) |         |

### Type B
| CD | CD                                                                    | CD               | CD               | CD      |
| Nr | Tytuł utworu                                                          | Kompozycja       | Aranżacja        | Długość |
| -- | --------------------------------------------------------------------- | ---------------- | ---------------- | ------- |
| 1. | „Awesome”                                                             | Satori Shiraishi | Satori Shiraishi | 4:09    |
| 2. | „Ramen Wonderland” (jap. ラーメンワンダーランド) (wyk. GT48 Ramen-bu) | Takuya Fujita    | Hiroshi Sasaki   | 3:58    |
| 3. | „Awesome” (Instrumental)                                              | Satori Shiraishi | Satori Shiraishi | 4:09    |
| 4. | „Ramen Wonderland” (jap. ラーメンワンダーランド) (Instrumental)       | Takuya Fujita    | Hiroshi Sasaki   | 3:58    |

| DVD | DVD                                                                                               | DVD     |
| Nr  | Tytuł utworu                                                                                      | Długość |
| --- | ------------------------------------------------------------------------------------------------- | ------- |
| 1.  | „Awesome” (Music Video)                                                                           |         |
| 2.  | „Hakkiri itte hoshii” (jap. はっきり言って欲しい) (Music Video)                                   |         |
| 3.  | „Tokuten eizō «Music Video Making Movie Vol.2»” (jap. 特典映像「Music Video Making Movie Vol.2」) |         |

### Wer. teatralna
| CD | CD                                                   | CD               | CD               | CD      |
| Nr | Tytuł utworu                                         | Kompozycja       | Aranżacja        | Długość |
| -- | ---------------------------------------------------- | ---------------- | ---------------- | ------- |
| 1. | „Awesome”                                            | Satori Shiraishi | Satori Shiraishi | 4:09    |
| 2. | „Kakato o narase!” (jap. 踵を鳴らせ!)                | Takashi Fukuda   | Takashi Fukuda   | 3:53    |
| 3. | „Awesome” (Instrumental)                             | Satori Shiraishi | Satori Shiraishi | 4:09    |
| 4. | „Kakato o narase!” (jap. 踵を鳴らせ!) (Instrumental) | Takashi Fukuda   | Takashi Fukuda   | 3:53    |

## Skład zespołu
| „Awesome” |
| --- |
| - NGT48 1. gen.: Yuka Ogino, Tsugumi Oguma, Rika Nakai, Ayuka Nakamura, Miharu Nara, Marina Nishigata, Nanako Nishimura, Hinata Honma - 3 gen. Draft: Chikana Andō, Kairi Satō, Yunako Tsushima, Miyu Fujisaki - NGT48 2. gen.: Nanami Otsuka, Haruka Ogoe (środek), Saaya Kawagoe, Kaho Mashimo |

| „Hakkiri itte hoshii”                                                                                            |
| --- |
| - NGT48 1. gen.: Tsugumi Oguma, Rika Nakai (środek) - 3 gen. Draft: Yunako Tsushima - NGT48 2. gen.: Haruka Ogoe |

| „Ramen Wonderland”                                                                                       |
| --- |
| - NGT48 1. gen.: Ayuka Nakamura - NGT48 2. gen.: Nanami Otsuka, Sara Komiyama, Yū Tominaga, Kaho Mashimo |

| „Kakato o narase!” |
| --- |
| - NGT48 1. gen.: Yuria Kado, Aina Kusakabe, Reina Seiji, Noe Yamada - NGT48 2. gen.: Sara Komiyama, Yume Sogabe, Hina Terada, Yū Tominaga, Mana Furusawa, Aoi Furutate, Hino Mimura, Hinata Morohashi |

## Notowania
| Lista                             | Pozycja |
| --------------------------------- | ------- |
| Oricon Weekly Singles Chart       | 2       |
| Billboard Japan Hot 100           | 5       |
| Billboard Japan Hot Singles Sales | 3       |

## Sprzedaż
| Dane wg         | Sprzedaż |
| --------------- | -------- |
| Oricon          | 134 990  |
| Billboard Japan | 198 563+ |